# Pizzo Montalto
Il Pizzo Montalto (2.705 m s.l.m.) è una montagna della Catena dell'Andolla nelle Alpi Pennine. Si trova in Piemonte (Provincia del Verbano-Cusio-Ossola).
La montagna è collocata tra la Valle Antrona e la Val Bognanco a non molta distanza dal confine con la Svizzera.

## Salita alla vetta
Si può salire sulla vetta partendo da Cheggio, frazione di Antrona Schieranco.